# Форе ди Темпл
Форе ди Темпл (фр. Forêt-du-Temple) насеље је и општина у централној Француској у региону Лимузен, у департману Крез која припада префектури Гере.
По подацима из 2011. године у општини је живело 142 становника, а густина насељености је износила 18,39 становника/km². Општина се простире на површини од 7,72 km². Налази се на средњој надморској висини од 400 метара (максималној 462 m, а минималној 360 m).

## Демографија
| 1962. | 1968. | 1975. | 1982. | 1990. | 1999. | 2011. |
| ----- | ----- | ----- | ----- | ----- | ----- | ----- |
| 316   | 337   | 264   | 190   | 163   | 151   | 142   |

График промене броја становника у току последњих година